# Petinomys genibarbis
Petinomys genibarbis is een zoogdier uit de familie van de eekhoorns (Sciuridae). De wetenschappelijke naam van de soort werd voor het eerst geldig gepubliceerd door Horsfield in 1822.